# Awuls
Awuls – dawna nazwa folwarku bez włościan lub gruntu bezprawnie oderwanego od majątku ziemskiego.